# Епископ шабачки Мелентије
Хаџи Мелентије Стевановић (Бирач, код Зворника, или Осат 1766 — Рача, 27. март 1824) био је обновитељ и архимандрит манастира Рача, један од вођа Првог српског устанка, војвода Соколске нахије, епископ - изабраник Шабачко-ужичке епархије и намјесник (замјеник) београдског митрополита.

## Биографија
Стевановић Николајевић (по оцу Стевану и дједу Николи) из рода Милићевића, је рођен 1766. године. Рођен је у средњем Подрињу, али се не зна тачно да ли у Бирчу, код Зворника или Осату.
Писменост је стекао заједно са Вуком Стефановићем Караџићем у манастиру Троноша, гдје се касније замонашио и добио монашко име Мелентије. Средином 1794. одлази на православни хаџилук, односно ходочашће у Свету земљу. По повратку са обиласка Христовог гроба са стеченом граматом хаџије је 1795. уз помоћ Васељенског патријарха добио допуштење за сусрет са султаном Селимом Трећим, од кога је том приликом тражио дозволу за обнову манастира Рача. Хаџи Мелентије је у Порти тражио да му се додијели манастирско имање „од Шарамповине до Грановине, од Грановине до Соколине, од Соколине од Шарамповине“, што износи 1.600 хектара земљишта. По повратку у манастир Троноша је изабрао два монаха, Јосифа и Исајиу, и са њима отишао у Рачу. Са султановом дозволом је са манастирског имања иселио јањичаре који су на тамељима порушене цркве изградили хан, те започео обнову манастира Рача. Врата манастирског храма је својеручно направио 1796. године.

### Први српски устанак
Био је организатор Првог српског устанка у Рачанском крају од 1804. до 1813, и учесник борби на Дрини и Подрињу. У овом крају је заједно са Марком Васићем (Карамарко Васић) командовао српском војском. Учествовао је у борбама са Турцима у Осату 1804, борбама код Ужица 1805, код Соко града на Дрини у октобру 1806, Сикирић скели (Осат) на Дрини 29. септембра 1807, те 12. октобра 1807. на Дрини и Осату. Заједно је са Марком Васићем, Миланом Обреновићем, Матејом Ненадовићем и Симом Бирчанином предводио српску војску у бици са Турцима на Лучиндан 1808. у Оклецу, Врањковини у Осату, и Прибићевцу код Сребренице. За побједу српских устаника над Турцима у Осату и на Дрини 20. октобра 1807, руски изасланик Родофиникин га је заједно са протом Метејом Нанадовићем предложио да добије златни духовни крст. Када је 1810. као народни депутат заједно са Миланом Обреновићем, Божидаром Грујовићем и Матејом Ненадовићем путовао у Царску Русију да траже помоћ за српске устанике, одликован је од цара лично златним крстом и златним ланцем.
Правитељствујушчи совјет је хаџи Мелентија 1810. поставио за намјесника (замјеника) београдског митрополита умјесто одбјеглог митрополита Леонтија Ламбровића. Због заслуга у устанку је 1811. именован за епископа шабачке епархије, али због наставка борби са Турцима није никада посвећен. Након османслијског похода на устанике 1813, Турци су запалили манастир Рачу и при томе заклали калуђере Исајиа и Игњатија. Хаџи Мелентије је том приликом заједно са Карађорђем прешао на територију Аустријског царства и настанио се у манастиру Хопово на Фрушкој гори, и боравио у манастирима Фенеку, Ремети и Беочину.
Хаџи Мелентије се из Аустријског царства највјероватније вратио у Рачу 1816, а манастир је други пут обновио у периоду од 1818. до 1823. године.
Преминуо је 27. марта 1824. а сахрањен је у манастиру Рача, у темељима манастирске цркве, испод споменика подигнутог поводом стогодишњице од његове смрти.

## Споменик
Споменик посвећен Хаџи Мелентију се налази у порти манастира Рача уграђен у сам зид манастирске цркве. Израђен је од венчачког бијелог мермера. Идеју за подизање споменика је 1924. поводом стогодишњице смрти Хаџи Мелентија покренуо тадашњи игуман Захарије Поповић (Здравко Поповић (Милекић)). Дјело је рад академског сликара и вајара Михаила Миловановића из Ужиица, који је лик Хаџи Мелентија представио по причању игумана Захарија, описима из књига и српској народној пјесми „Почетак буне против дахија“. Михаило Миловановић је за вријеме израде споменика са породицом боравио у манастирском конаку. Споменик је откривен и освећен у љето 1924, а на свечаности је приствовао велики број становника Рачанског среза и епископ жички Јефрем Бојовић.